# James Vincent McMorrow
James Vincent McMorrow (Dublín, 14 de enero de 1983) es un cantante y compositor irlandés.
Su álbum debut "Early in the Morning" («Por la Mañana Temprano») fue publicado en febrero de 2010. En enero de 2012 recibió un premio European Border Breakers en reconocimiento al éxito de su primer álbum en Irlanda.
El 13 de enero de 2014 estrenó su segundo trabajo discográfico: "Post Tropical" («Correo Tropical»). A últimos de ese mismo año empezó a ganar fama y notoriedad en España al ser utilizada su canción 'Glacier' («Glaciar») en los anuncios publicitarios de la Lotería de Navidad —considerados como unos de los más mediáticos del país—, convirtiéndose desde el primer día en todo un fenómeno viral a nivel nacional.

## Discografía

### Álbumes de Estudio
- 2010: "Early in the Morning" (Believe Digital, Vagrant Records, Dew Process, Dine Alone Records)
- 2014: "Post Tropical" (Believe Digital)
- 2016: "We Move" (Faction Records)
- 2017: "True Care" (Faction Records)
- 2021: "Grapefruit Season" (Sony Music Entertainment)
- 2022: "The Less I Knew" (Faction Records)
- 2024: "Wide Open, Horses" (Nettwerk Records)